# Il futuro
Pour plus de détails, voir Fiche technique et Distribution.
Il futuro est un film dramatique germano-hispano-italo-chilien écrit et réalisé par Alicia Scherson et sorti en 2013.

## Synopsis
À Cinecittà, deux orphelins chiliens, un frère et une sœur, se laissent entraîner l'un vers la délinquance, l'autre vers la prostitution.

## Fiche technique
- Titre original : Il futuro
- Titre français :
- Titre québécois :
- Réalisation : Alicia Scherson
- Scénario : Alicia Scherson d'après Un petit roman lumpen de Roberto Bolaño
- Direction artistique :
- Décors : Tim Pannen
- Costumes :
- Montage :
- Musique :
- Photographie : Ricardo Angelis et Ricardo DeAngelis
- Son :
- Production : Bruno Bettati, Christoph Friedel, Mario Mazzarotto, Emanuele Nespeca, Luis Angel Ramirez et Claudia Steffen
- Sociétés de production : Movimento Film, Jirafa, Pandora Films et Astronauta Films
- Sociétés de distribution :  Movimento Film
- Pays d’origine :  Italie |  Chili |  Allemagne |  Espagne
- Budget :
- Langue : Italien, Espagnol
- Durée :
- Format : Couleurs - 35 mm - 1.85:1 -  Son Dolby numérique
- Genre : Film dramatique
- Dates de sortie
- États-Unis : 19 janvier 2013 (festival du film de Sundance)
  -  Italie : 6 juin 2013

## Distribution
- Luigi Ciardo : Tomas
- Manuela Martelli : Bianca
- Rutger Hauer : Maciste

## Distinctions

### Nominations
- Festival du film de Sundance 2013 : sélection « World Cinema Dramatic Competition »